# ستيفان غروث
ستيفان غروث (بالنرويجية البوكمول: Stephan Groth)‏ هو مغني دنماركي ونرويجي، ولد في 10 أغسطس 1971 في أودنسه في الدنمارك.

## وصلات خارجية
- ستيفان غروث على موقع IMDb (الإنجليزية)
- ستيفان غروث على موقع ميوزك برينز (الإنجليزية)
- ستيفان غروث على موقع ديسكوغز (الإنجليزية)
- ستيفان غروث على موقع ديسكوغز (الإنجليزية)